# Josep Maria Sagnier i Sanjuanena
Josep Maria Sagnier i Sanjuanena (Barcelona, 16 d'agost de 1892 - Barcelona, 22 de juliol de 1966) fou un tennista català de la dècada de 1910 i més tard dirigent esportiu.

## Trajectòria
Fill del militar i polític Joaquim Sagnier i Villavecchia i net del jurista i literat Lluís Sagnier i Nadal.
Durant la seva etapa com a tennista va guanyar el campionat de Catalunya individual tres cops (1911, 1914, 1917) i el de dobles sis cops, cinc de les quals formant parella amb Ernest Witty (1908, 1910, 1911, 1913, 1914), i una amb R. Herbert (1912). També fou campió d'Espanya individual el 1914 i finalista el 1913.
La seva relació amb el tennis continuà posteriorment com a jutge àrbitre i com a president de la federació espanyola entre 1929 i 1931.

## Palmarès
- Campionat de Catalunya de Tennis masculí:
  - 1911, 1914, 1917

- Campionat de Catalunya de Tennis masculí (dobles):
  - 1908, 1910, 1911, 1913, 1914, 1912

- Campionat d'Espanya de Tennis masculí:
  - 1914